# Bordyzm

Bordyzm

Bordyzm – relacja równoważności w zbiorze zwartych rozmaitości różniczkowych. Na zbiorze klas abstrakcji tej relacji można zdefiniować działania w taki sposób, aby miał on strukturę pierścienia. Badanie relacji bordyzmu jest jednym z głównych nurtów w topologii algebraicznej.
Dwie n-wymiarowe rozmaitości zwarte {\displaystyle M,N} nazywamy bordycznymi, jeśli istnieje (n + 1)-wymiarowa rozmaitość różniczkowa z brzegiem {\displaystyle W,} której brzeg jest dyfeomorficzny z sumą rozłączną {\displaystyle M\sqcup N.} Fakt ten oznaczamy to przez {\displaystyle (W;M,N).} Bordyzm jest relacją równoważności między rozmaitościami {\displaystyle M} i {\displaystyle N}. Zbiór klas abstrakcji tej relacji oznaczamy {\displaystyle \Omega _{n}.} Zbiór {\displaystyle \Omega _{n}} jest grupą abelową względem dodawania zdefiniowanego następująco:
{\displaystyle [M]+[N]:=[M\sqcup N],}
gdzie {\displaystyle [M\sqcup N]} jest sumą rozłączną rozmaitości {\displaystyle M} i {\displaystyle N}.
W sumie prostej
{\displaystyle \Omega _{\star }=\bigoplus _{n=1}^{\infty }\Omega _{n}}
możemy zdefiniować strukturę pierścienia. Dla dowolnych klas {\displaystyle [M]\in \Omega _{k},[N]\in \Omega _{n}} definiujemy mnożenie jako iloczyn kartezjański przestrzeni topologicznych:
{\displaystyle [M]\cdot [N]:=[M\times N],}
które można rozszerzyć na cały zbiór {\displaystyle \Omega _{\star }.} Mnożenie to jest łączne i rozdzielne względem dodawania. Jednością jest klasa bordyzmów jednego punktu. Grupy {\displaystyle \Omega _{n}} określają gradację pierścienia {\displaystyle \Omega _{\star }}.